# El gran Vázquez. Coge el dinero y corre
El gran Vázquez. Coge el dinero y corre es un libro colectivo sobre el historietista cómico español Manuel Vázquez Gallego, publicado por Dolmen Editorial en 2011.
El volumen, de 384 páginas, está coordinado por J. J. Vargas y contiene ensayos del propio Vargas, Alfons Moliné, Miguel Fernández Soto, Miquel Esteba, Jordi Canyissà, Antonio Tausiet, Francisco Javier Alcázar, José Ángel Quintana, Koldo Azpitarte, Enrique Martínez Fuentes y Jaume Capdevila. Por su parte, ofrecen testimonios de primera mano Antoni Guiral, JA, José Luis Martín, Paco Roca, Manuel Barrero, Santiago García y Yexus, y son entrevistados Jaume Rovira Freixa y Vicky Vázquez. El volumen es el número 15 de la colección Pretextos.
Se trata del tercer libro que se escribe sobre su figura, tras Vázquez, el dibujante y su leyenda (2004) de Enrique Martínez Peñaranda y By Vázquez, 80 años del nacimiento de un mito (2010) de Antoni Guiral.

## Contenido del libro
- Algo que ver con la risa, por J. J. Vargas
- Volver al primer Vázquez, por Manuel Barrero
- El Primer Vázquez – 1942-1960. Los inicios de un genio, por Miguel Fernández Soto
- El canto de La Codorniz. Vázquez y la Otra Generación del 27, por J. J. Vargas
- Yo también compartí algo con Vázquez, por Antoni Guiral
- Familias con reparos, por Miquel Esteba
- Elogio de lo efímero. Las grandes series menores de Vázquez en Bruguera, por Jordi Canyissà
- La abuelita Paz. Los buenos son los malos, por Antonio Tausiet
- “Angelito”. El lado fantástico de Vázquez, por Alfons Moliné
- El hombre que lo tenía todo, por By Yexus
- Anacleto, agente secreto. Tribulaciones de un espía ibérico, por Javier Alcázar
- 3 timos de by Vazquez 3, por Ja
- Esencia de Vázquez. Las portadas del genio, por Jordi Canyissà
- Vázquez misceláneo, por Antonio Tausiet
- Vázquez para adultos, por Santiago García
- Vázquez e Ibáñez. O la deuda con el deudor, por José Ángel Quintana Ramos
- El día que El Jueves le dijo no a Vázquez, por José Luis Martín
- Vázquez reciclado, por Koldo Azpitarte
- El Vázquez más sicalíptico. 1978-1995, por Enrique Martínez Fuentes
- La aventura periodística, por Jaume Capdevila
- ¿Sabes aquella de Vázquez que dice…?, por Paco Roca
- Deus in machina. La escritura de las leyendas, por J. J. Vargas
- Manuel By Vázquez. Una cronología, por Miguel Fernández Soto